# Marcia Lewis
Marcia Lewis (Melrose, 8 agosto 1938 – Brentwood, 21 dicembre 2010) è stata un'attrice e cantante statunitense.

## Biografia
Ha recitato a Broadway nei musical Hello, Dolly! (1964), Annie (1981), Rags (1986), Roza (1987), Il violinista sul tetto (1990), Grease (1994) e Chicago (1996). È stata candidata due volte al Tony Award alla miglior attrice non protagonista in un musical, per Grease e Chicago. Ha recitato a Broadway anche nelle opere di prosa The time of your life (1969) e La discesa di Orfeo con Vanessa Redgrave (1989).
È stata sposata con Fred D. Bryan dal 24 giugno 2001 alla morte.

## Filmografia parziale

### Cinema
- Night Warning, regia di William Asher (1982)
- I pirati dello spazio (The Ice Pirates), regia di Stewart Raffill (1984)

### Televisione
- The Bob Newhart Show - serie TV, 2 episodi (1975)
- Il ricco e il povero (Rich Man, Poor Man) - serie TV, 1 episodio (1976)
- Baretta - serie TV, 1 episodio (1976)
- La donna bionica (The Bionic Woman) - serie TV, 1 episodio (1976)
- Happy Days - serie TV, 2 episodi (1977-1979)
- Attenti ai ragazzi (Who's Watching the Kids) - serie TV, 11 episodi (1978-1979)
- Out of the Blue - serie TV, 1 episodio (1979)
- Gootime Girls - serie TV, 13 episodi (1980)
- Kate e Allie (Kate & Allie) - serie TV, 1 episodio (1988)
- Mr. Belvedere - serie TV, 1 episodio (1988)